# Chlorocypha centripunctata
Chlorocypha centripunctata är en trollsländeart som beskrevs av Gambles 1975. Chlorocypha centripunctata ingår i släktet Chlorocypha och familjen Chlorocyphidae. IUCN kategoriserar arten globalt som sårbar. Inga underarter finns listade i Catalogue of Life.